# Boris Tiszczenko
Boris Iwanowicz Tiszczenko, ros. Бори́с Ива́нович Ти́щенко (ur. 23 marca 1939 w Leningradzie, zm. 9 grudnia 2010 w Petersburgu) – rosyjski kompozytor.

## Życiorys
W latach 1954–1957 był uczniem Galiny Ustwolskiej w szkole muzycznej im. N. Rimskiego-Korsakowa przy Konserwatorium Leningradzkim, następnie w latach 1957–1962 uczył się w tymże konserwatorium kompozycji u Wadima Sałmanowa, Wiktora Wołoszynowa i Oriesta Jewłachowa oraz fortepianu u Abrama Łogowinskiego. W latach 1962–1965 odbył podyplomowe studium kompozycji u Dmitrija Szostakowicza. Od 1965 roku wykładał w Konserwatorium Leningradzkim, od 1986 roku jako profesor. Otrzymał Nagrodę Państwową Rosyjskiej FSRR im. M. Glinki (1978) i tytuł Ludowego Artysty RFSRR (1987). W 2002 roku odznaczony rosyjskim orderem „Za zasługi dla Ojczyzny” IV klasy.

## Twórczość
Stworzył indywidualny styl muzyczny, ukształtowany pod silnym wpływem twórczości Dmitrija Szostakowicza, do którego nawiązywał w zakresie melodyki, harmoniki i rytmiki, a także stosowaniem pracy tematycznej jako głównego czynnika formotwórczego. Podstawowa myśl tematyczna w utworach Tiszczenki pojawia się w nowych ujęciach harmonicznych, rytmicznych bądź fakturalnych, z tendencją do przywracania pierwotnej postaci motywicznej, często dla intensyfikacji napięcia wprowadzana jest też opozycyjna myśl melodyczna. Do typowych środków stosowanych przez kompozytora należą m.in. powtarzanie głównych motywów na tle zmieniającej się narracji i zestawianie akordów durowych i molowych. Pomimo zakorzenienia w tradycji symfoniki XIX- i XX-wiecznej, sięgał swobodnie po nawiązania do muzyki dawnej, elementy dodekafonii czy muzyki Dalekiego Wschodu.
W czasach Związku Radzieckiego Tiszczenko wyrażał swoją postawą twórczą sprzeciw wobec panującego reżimu, sięgał po teksty zakazanych ówcześnie twórców takich jak Anna Achmatowa czy Marina Cwietajewa. Po premierze Requiem do tekstu Achmatowej w 1967 roku na siedem lat zakazano wykonywania jego utworów w Filharmonii Leningradzkiej.

## Wybrane kompozycje
(na podstawie materiałów źródłowych)

### Utwory orkiestrowe
- 7 numerowanych symfonii (I 1961, II Marina na chór i orkiestrę 1964, III 1966, IV z udziałem narratora 1974, V 1976, VI na sopran, alt i orkiestrę 1988, VII 1994)
- Symfonia francuska (1958, zrewid. 1993)
- Sinfonia robusta (1970)
- Chronika błokady (1984)
- Symfonia puszkinowska (1998)
- cykl Dante-sinfonii (1997–2005)
- poemat symfoniczny Danaide (1963, zrewid. 1994)
- 2 koncerty skrzypcowe (I 1958 zrewid. 1964, II 1981)
- Koncert fortepianowy (1962)
- 2 koncerty wiolonczelowe (I na wiolonczelę, 17 instrumentów dętych, perkusję i fisharmonię 1963, II na wiolonczelę solo, 48 wiolonczel, 12 kontrabasów i perkusję 1969)
- Oktawy (1963)
- Palech (1965)
- Koncert na flet, fortepian i orkiestrę smyczkową (1972)
- suita Cyrk (1973)
- suita Żaworonok (1974)
- Koncert na harfę i orkiestrę (1977)
- Praeludium in E (1983)
- Concerto alla marcia na 16 solistów (1989)

### Utwory kameralne
- 5 kwartetów smyczkowych (I 1957, II 1959, III 1970, IV 1980, V 1984)
- 2 sonaty skrzypcowe (1957, 1975)
- 2 sonaty na wiolonczelę (1960, 1979)
- Capriccio na skrzypce i fortepian (1965)
- 2 utwory na ksylofon, wibrafon i fortepian (1970)
- Kwintet fortepianowy (1985)
- 4 utwory na tubę (1985)
- Sobaczje sierdce na zespół kameralny (1988)
- Koncert na klarnet i trio fortepianowe (1990)
- Fantazja na skrzypce i fortepian (1994)
- Sonata na flet prosty i organy (1999)

### Utwory fortepianowe
- 10 sonat (I 1957 zrewid. 1995, II 1960, III 1965, IV 1972, V 1973, VI 1976, VII z dzwonami 1982, VIII 1986, IX 1992, X 1997)
- 2 suity (1957)
- 3 zagadki (1960)
- 8 portrietow na fortepian na 4 ręce (1996)

### Utwory organowe
- 12 inwiencyj (1964)
- 12 portrietow (1992)

### Utwory na chór a cappella
- Yuefu (1959)
- Eniergija (1959)

### Utwory na głos i fortepian
- Biełyj aist (1958)
- Grustnyje piesni (1962)
- 3 piesni (1970)
- Doroga (1974 zrewid. 1996)
- Czertioż (1995)

### Utwory wokalno-instrumentalne
- Lenin żyw na chór i orkiestrę (1959)
- Suzdal na sopran, tenora i orkiestrę kameralną (1964)
- Requiem na sopran, tenora i orkiestrę (1966)
- Stuża na mezzosopran i orkiestrę (1974)
- Zawieszczanije na sopran, harfę i organy (1986)
- Bratu na sopran, flet i harfę (1986)
- Sad muzyki (1987)
- Szlomo-mędrzec na sopran, bas, skrzypce i fortepian (1991)

### Dzieła sceniczne
- opera Kradienoje sołnce (1968)
- operetka Tarakaniszcze (1968)
- balet Dwienadcat′ (1963)
- balet Jarosławna (1974)
- balet Mucha-cokotucha (1979)
- cykl choreograficzno-symfoniczny Beatrycze (1997–2005)